# Hebden Bridge
Hebden Bridge är en stad i civil parish Hebden Royd, i distriktet Calderdale, i grevskapet West Yorkshire, i England. Staden har omkring 4 500 invånare. Hebden Bridge var en civil parish 1894–1937 när blev den en del av Hebden Royd. Civil parish hade 6 312 invånare år 1931.